# Daniel Messina (Fußballspieler)
Daniel Alejo Messina (* 27. März 1991 in Buenos Aires, Argentinien) ist ein argentinischer Fußballspieler.

## Karriere
Der 1,82 Meter große Offensivakteur Daniel Messina spielte bis Ende Juli 2016 für den argentinischen Verein Club Atlético Ituzaingó aus der Provinz Buenos Aires, mit dem er in jenem Jahr Vizemeister der Primera D wurde. Anschließend wechselte er zum uruguayischen Zweitligisten Club Atlético Progreso. Bei den Montevideanern lief in der Saison 2016 einmal in der Segunda División auf. Ein Tor schoss er nicht.